# Đào Trinh Nhất
Đào Trinh Nhất (1900-1951), tự Quán Chi, là nhà nhà văn, nhà báo Việt Nam giữa thế kỷ 20. Khi viết văn, viết báo, ông ký nhiều bút hiệu: Nam Chúc, Viên Nạp, Hậu Đình, Tinh Vệ, Bất Nghị, Vô Nhị, Hồng Phong, Anh Đào, XYZ....
Ông được người trong giới cầm bút đánh giá là người có cách làm việc nghiêm túc, thận trọng và là người đã biết dùng ngòi bút nghệ thuật làm sống lại nhiều tư liệu đã mai một trong lịch sử cận đại Việt Nam

## Cuộc đời

### Thân thế
Đào Trinh Nhất sinh năm Canh Tý (1900) tại Huế. Nguyên quán tại xã Thượng Phán, huyện Quỳnh Côi, tỉnh Thái Bình.
Ông là con trưởng Đình nguyên nhị giáp Tiến sĩ (tức Hoàng giáp) Đào Nguyên Phổ. Vợ là Lương Thị Hòa, con gái Lương Ngọc Quyến và là cháu nội Lương Văn Can.
Thuở nhỏ, Đào Trinh Nhất theo học chữ Hán ở quê nhà, sau lên Hà Nội học chữ Pháp và chữ quốc ngữ.

### Văn chương, trước tác
Từ năm 1921 – 1925, ông bước vào làng báo, làm biên tập Hữu thanh tạp chí và Thực nghiệp dân báo. Rồi viết bài cho các báo: Trung hòa nhật báo, báo Đông Pháp. 
14 tháng 11 năm 1925, ông vào Sài Gòn, làm thư ký tại Chez Phan Chu Trinh, số 5 Catinat (nay là đường Đồng Khởi).
Ngày 22 tháng 3 năm 1926, ông sang Pháp du học. Ngày 15 tháng 4 năm đó, ông tới Paris, liên lạc với Nguyễn Thế Truyền, Nguyễn Như Phong và viết cho báo Việt Nam Hồn.
Năm 1927, ông về nước, ở luôn trong Nam viết báo, viết sách cho đến bị trục xuất về Bắc vào ngày 25 tháng 7 năm 1939.
Trong khoảng 10 năm ấy, ở Sài Gòn, ông đã cộng tác với các báo: Phụ nữ tân văn, Công luận, Thần chung, Tân Văn, Việt Nam, Điểm tin. Và làm chủ bút báo Đuốc Nhà Nam (Flambeau d'Annam) của Bùi Quang Chiêu (năm 1930-1931), tự xuất bản báo Mai (tháng 2 năm 1936-1938).
Ra Hà Nội, ông viết cho tờ Trung Bắc Chủ nhật (1940-1945). báo Nước Nam (1944-1945).
Sau năm 1945, ông hồi cư về Hà Nội, ông tiếp tục viết cho báo Ngày mới, Việt thanh.
Năm 1948, ông viết cho tờ Cải tạo.
Năm 1949-1950, ông vào Sài Gòn làm trong bộ Ngoại giao với Nguyễn Phan Long và viết cho báo Ánh sáng, Sài Gòn mới, Dân thanh cho đến ngày mất.
Ông mất trong một gian nhà nhỏ ở xóm Hòa Hưng (Sài Gòn) vào chiều thứ Sáu ngày 18 tháng Giêng năm Tân Mão (23 tháng 11 năm 1951), hưởng dương 52 tuổi, an táng tại nghĩa địa Hòa Hưng.
Được tin ông mất, làng báo, làng văn trong Nam ngoài Bắc đều có bài nói về thân thế, văn nghiệp của Đào Trinh Nhất và cho đăng nhiều điếu từ, đối phúng, văn tế, thơ viếng...để tỏ tình mến tiếc. 
Ngoài ra, Báo Tiếng Dội (Sài Gòn) còn chủ xướng việc xây mộ cho ông. Và báo Cải Tạo (Hà Nội) tổ chức ngày lễ truy điệu long trọng và cho ra một số báo đặc biệt viết đầy đủ về ông (Cải Tạo số 134, năm 1951).

## Tác phẩm
Vốn là nhà báo viết văn, cho nên hầu hết các tác phẩm của Đào Trinh Nhất đều đăng từng kỳ trên báo rồi sau mới in thành sách. Theo thống kê chưa đầy đủ, sau 30 năm cầm bút (1921-1951), ông đã để lại khá nhiều tác phẩm như sau:
- Thế lực khách trú và vấn đề di dân vào Nam Kỳ.(Thụy Ký - Hà Nội, 1924)
- Đông Châu liệt quốc (dịch, Sài Gòn, 1928)
- Thần tiên kinh (Dịch của Allan Kardec, 1930)
- Cái án Cao Đài (Sài Gòn, 1929)
- Việt sử giai thoại (Hà Nội, 1934)
- Nước Nhựt Bổn ba mươi năm duy tân (Đắc Lập, Huế, 1936)
- Phan Đình Phùng, một vị anh hùng có quan hệ đến lịch sử hiện thời (Cao Xuân Hữu, Hải Phòng, 1936; Đại La, Hà Nội, tái bản 1945; Tân Việt, Sài Gòn, tái bản 1950)
- Việt Nam Tây thuộc sử (Đỗ Phương Huế, Chợ Lớn, 1937)
- Đông Kinh nghĩa thục (Mai Lĩnh, Hà Nội, 1938)
- Ngục trung thư (Đời cách mạng Phan Bội Châu) (Mai Lĩnh, Hà Nội, 1938; Tân Việt, Sài Gòn tái bản, 1950)
- Vương An Thạch (Hà Nội, 1943; Tân Việt, Sài Gòn tái bản 1960)
- Cô Tư Hồng (tiểu thuyết, Trung Bắc Tân Văn Chủ nhật, 1940; Trung Bắc Thư xã, Hà Nội, 1941)
- Chu Tần tinh hoa (dịch, Hà Nội, 1944)
- Lê Văn Khôi (1941-1945)
- Con trời ngã xuống đất đen (Hà Nội, 1944)
- Chu Tần tinh hoa (1944)
- Vương Dương Minh-Người xướng ra học thuyết lương tri và tri hành hợp nhất (Hà Nội, 1944; Tân Việt, Sài Gòn tái bản 1950)
- Kẻ bán trời
- Con quỷ phong lưu
- Bùi Thị Xuân
- Lương Ngọc Quyến và cuộc khởi nghĩa Thái Nguyên 1917 (Quốc Dân thư xã, Hà Nội, 1946; Tân Việt, Sài Gòn tái bản 1957).
- Liêu trai chí dị của Bồ Tùng Linh, ông mới dịch được nửa bộ, đang đăng báo thì từ trần (Bốn Phương xuất bản, Sài Gòn, 1950)

## Nhận xét
Trích nhận xét của:
- Nhà văn Vũ Bằng

Anh em đều ngán vì ông nói khoan thai, chậm chạp, yếu ớt; đã thế có khi đến mươi, mười lăm phút mới nói một câu; xong, ngồi xì ra đấy. Trong suốt thời kỳ tôi ở Nam, nằm hút ở đường Lefèbvre, Nhất vẫn cứ xì ra như thế; mặt ông lúc nào cũng bệch bạc, lạnh lẽo...làm cho người đối thoại với ông lần đầu không thể có cảm tình ngay; nhưng biết Nhất lâu ngày, anh em thân đều nhận ông là một người chung thủy, trước sau như một và đối xử rất tận tình với bạn. Đối với làng báo, những bài sưu tầm, nghiên cứu của ông được người ta tìm đọc, một phần vì tài liệu súc tích, mà một phần cũng vì ông đã khéo làm những cái tít khiến cho độc giả giựt gân, muốn đọc xem trong bài ông nói gì. Độc giả Trung Bắc Chủ Nhật mê Đào Trinh Nhất là vào hồi ông viết tiểu thuyết dài như "Cô Tư Hồng", "Con Quỷ Phong Lưu"... khả dĩ đối địch được lại với những truyện dài của Lê Văn Trương lúc ấy đang làm mưa làm gió trong làng tiểu thuyết...Ông bị Tây trục xuất vì bị ngờ là chống lại họ và thân Nhật...
- Từ điển Văn học (bộ mới):

Khuynh hướng chủ yếu trong tác phẩm của ông là tiểu thuyết lịch sử, nhằm vun đắp cho "tòa nhà quốc học" mà các nhà văn hóa và yêu nước tiền bối đã cống hiến suốt đời...Bằng ngòi bút pha chất ký sự lịch sử, ông muốn khôi phục lại truyền thống vẻ vang, quật cường của nhân dân Việt nói riêng và tinh thần thâm thúy phương Đông nói chung...Về phương pháp, Đào Trinh Nhất có cách làm việc nghiêm túc, thận trọng, cho nên dù không rõ xuất xứ, ta vẫn có được một sự tin cậy. Nhìn ở cả hai phương diện: sáng tác và biên khảo, ông đều có những đóng góp nhất định. Cũng như Trúc Khê Ngô Văn Triện và Phan Trần Chúc, ông đã biết dùng ngòi bút nghệ thuật làm sống lại nhiều tư liệu đã mai một trong lịch sử cận đại Việt Nam .
- Nhà văn Vũ Ngọc Phan:

Đọc những sách ký sự của Đào Trinh Nhất, người ta thấy ông là một nhà văn thận trọng: những việc ông thuật lại đều là những việc có căn cứ, không vu vơ, không tưởng tượng. Đó chính là những điều cốt yếu cho một quyển lịch sử ký sự.
- GS. Trịnh Vân Thanh:

Văn lịch sử ký sự của Đào Trinh Nhất viết rất xác đáng và thận trọng từng chi tiết, lời lẽ rất rõ ràng, không cầu kỳ .
- Từ điển nhân vật lịch sử Việt Nam:

Đào Trinh Nhất là một nhà nghiên cứu, một nhà văn sung sức của văn học Việt Nam hiện đại.

## Sách tham khảo
- Vũ Bằng, 40 năm nói láo, Nhà xuất bản VHTT, 1993.
- Từ điển Văn học bộ mới, Nhà xuất bản Thế giới, 2004.
- Vũ Ngọc Phan, Nhà văn hiện đại tập I, Nhà xuất bản KHXH, 1989.
- GS. Trịnh Vân Thanh, Thành ngữ điển tích danh nhân từ điển quyển I, tác giả tự xuất bản, Sài Gòn, 1966.
- Nguyễn Q. Thắng & Nguyễn Bá Thế, Từ điển nhân vật lịch sử Việt Nam, NXb KHXH, 1992.
- Nguyễn Q. Thắng, Đào Trinh Nhất (tác phẩm). Nhà xuất bản Văn học, 2010.